# Kaestlea
Kaestlea is een geslacht van hagedissen uit de familie skinken (Scincidae).

## Naam en indeling
De wetenschappelijke naam van de groep werd voor het eerst voorgesteld door Valery Konstantinovich Eremchenko en Indraneil Das in 2004. Er zijn vijf soorten die al lange tijd bekend zijn; alle soorten zijn beschreven tussen 1846 en 1892. Verschillende soorten werden eerder toegeschreven aan andere geslachten, zoals Leiolopisma, Lygosoma en Scincella. In de literatuur worden hierdoor soms verouderde namen gebruikt.
De wetenschappelijke geslachtsnaam Kaestlea is een eerbetoon aan de Duitse herpetoloog Werner Kästle.

## Uiterlijke kenmerken
De verschillende soorten hebben als gemeenschappelijk kenmerk dat de staart helder blauw van kleur is. Deze opvallende kleur dient om roofdieren af te leiden van het lichaam, zodat de hagedis kan ontsnappen. De staart laat gemakkelijk los als deze wordt vastgepakt, dit wordt ook wel caudale autotomie genoemd.

## Verspreiding en habitat
Alle soorten komen endemisch voor in het zuidwesten van India en leven in de staten Kerala en Tamil Nadu. De habitat bestaat uit vochtige bossen of graslanden. Sommige soorten zijn bergbewoners; de skink Kaestlea palnica is aangetroffen op een hoogte van 2134 meter boven zeeniveau.
Door de internationale natuurbeschermingsorganisatie IUCN is aan alle soorten een beschermingsstatus toegewezen. Drie soorten worden beschouwd als 'veilig' (Least Concern of LC) en één soort wordt gezien als 'onzeker' (Data Deficient of DD). Kaestlea laterimaculata ten slotte staat te boek als 'kwetsbaar' (Vulnerable of VU).

## Soorten
Het geslacht omvat de volgende soorten, met de auteur en het verspreidingsgebied.
| Naam                    | Auteur          | Verspreidingsgebied |
| ----------------------- | --------------- | ------------------- |
| Kaestlea beddomii       | Boulenger, 1887 | India               |
| Kaestlea bilineata      | Gray, 1846      | India               |
| Kaestlea laterimaculata | Boulenger, 1887 | India               |
| Kaestlea palnica        | Boettger, 1892  | India               |
| Kaestlea travancorica   | Beddome, 1870   | India               |